# HD 79181
HD 79181，又名BD-19 2644，SAO 154989、HR 3653，是一颗恒星，视星等为5.73，位于銀經248.37，銀緯19.15，其B1900.0坐标为赤經9h 7m 23.9s，赤緯-19° 19.15′ 20″。